# 7e étape du Tour d'Espagne 1999

La 7e étape du Tour d'Espagne 1999 s'est déroulée le 11 septembre entre Salamanque et León.

## Récit
L'Allemand Marcel Wüst remporte au sprint sa 4e victoire d'étape sur cette Vuelta. Il s'agit de la 12e et dernière victoire d'étape de sa carrière sur le Tour d'Espagne.
Bobby Julich, troisième du Tour de France 1998 est victime d'une lourde chute en début d'étape et contraint à l'abandon, comme lors du dernier Tour de France où il avait chuté lors du contre-la-montre de Metz (8e étape). L'Américain a souffert d'une commotion cérébrale et de blessures mineures à la tête. 
Abraham Olano conserve le maillot de oro.

## Classement de l'étape
|   | Coureur          | Pays      | Équipe   |    | Temps |
| - | ---------------- | --------- | -------- | -- | ----- |
| 1 | Marcel Wüst      | Allemagne | Festina  | en |       |
| 2 | Robbie McEwen    | Australie | Rabobank | +  | 0 s   |
| 3 | Mario Traversoni | Italie    | Saeco    |    | 0 s   |

## Classement général
|   | Coureur                   | Pays      | Équipe            |    | Temps      |
| - | ------------------------- | --------- | ----------------- | -- | ---------- |
| 1 | Abraham Olano             | Espagne   | ONCE              | en |            |
| 2 | Jan Ullrich               | Allemagne | Deutsche Telekom  | +  | 1 min 07 s |
| 3 | Igor González de Galdeano | Espagne   | Vitalicio Seguros |    | 2 min 33 s |